# Poly-β-hydroxybutyrate
 (juin 2015).
Si vous disposez d'ouvrages ou d'articles de référence ou si vous connaissez des sites web de qualité traitant du thème abordé ici, merci de compléter l'article en donnant les références utiles à sa vérifiabilité et en les liant à la section « Notes et références ».
Le poly(β-hydroxybutyrate) (PHB) est un polymère biodégradable de la famille des acides polyhydroxyalcaniques (PHA, poly(hydroxyalcanoate)s) et de formule semi-développée —(O—CH(CH3)—CH2—CO)n—. Il apparaît dans la nature mais peut aussi être facilement synthétisé en laboratoire pour des utilisations médicales et autres. Cependant, le PHB synthétique ne présente pas une aussi grande stéréorégularité que le produit naturel ; c'est-à-dire que les chaînes du produit naturel peuvent être décrites par un seul type de monomère de configuration déterminée et régulière.
Le PHB naturel provient en particulier du cytoplasme des procaryotes et est utilisé comme réserve de nutriments.